# Ingeniería agrícola

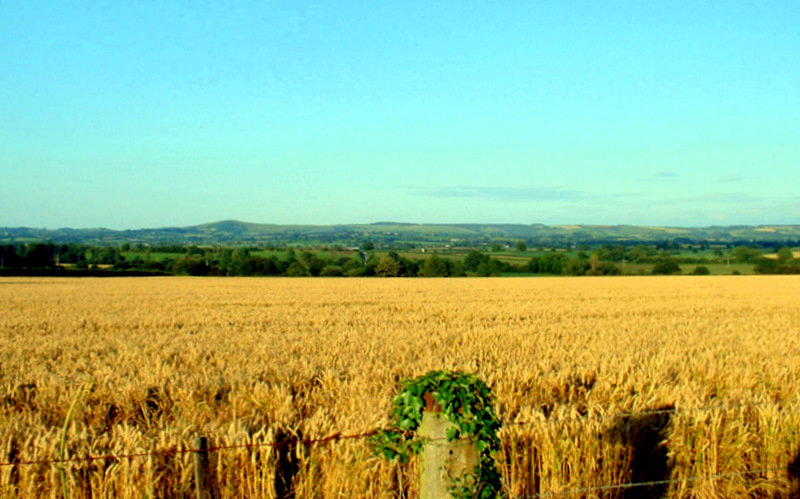
La agricultura moderna mecanizada permite grandes campos de cultivos como este en Dorset, Inglaterra.

La ingeniería agrícola es aquella en la que se aplica la ciencia y tecnología en los ámbitos de las explotaciones relacionadas con la agricultura, tanto extensivas como intensivas, la industria agroalimentaria, el desarrollo de maquinaria, motores y tecnología agrícola, la jardinería y el paisajismo, procurando las mejores condiciones sociales, económicas, ecológicas y cuidado del medio ambiente.
La ingeniería Agrícola, tiene tres ámbitos de desarrollo: Ingeniería de Recursos Hídricos, Ingeniería de la Mecanización Agrícola y el de las Construcciones rurales.
La Ingeniería de Recursos Hídricos basa su desarrollo en las ciencias hidrológicas e hidráulicas, para brindar soluciones técnicas de diseño y evaluación de proyectos de ingeniería, los  cálculos están basados en las matemáticas, estadística, física, mecánica, hidráulica; aplicados en el campo de drenaje, hidrología, hidráulica, hidrogeología, hidráulica fluvial. Este desarrollo de las ciencias y técnicas se da en la Agricultura, Ingeniería Vial , Minería, Ambiental y otras áreas donde se aplica la ingeniería de Recursos Hídricos.

## Historia

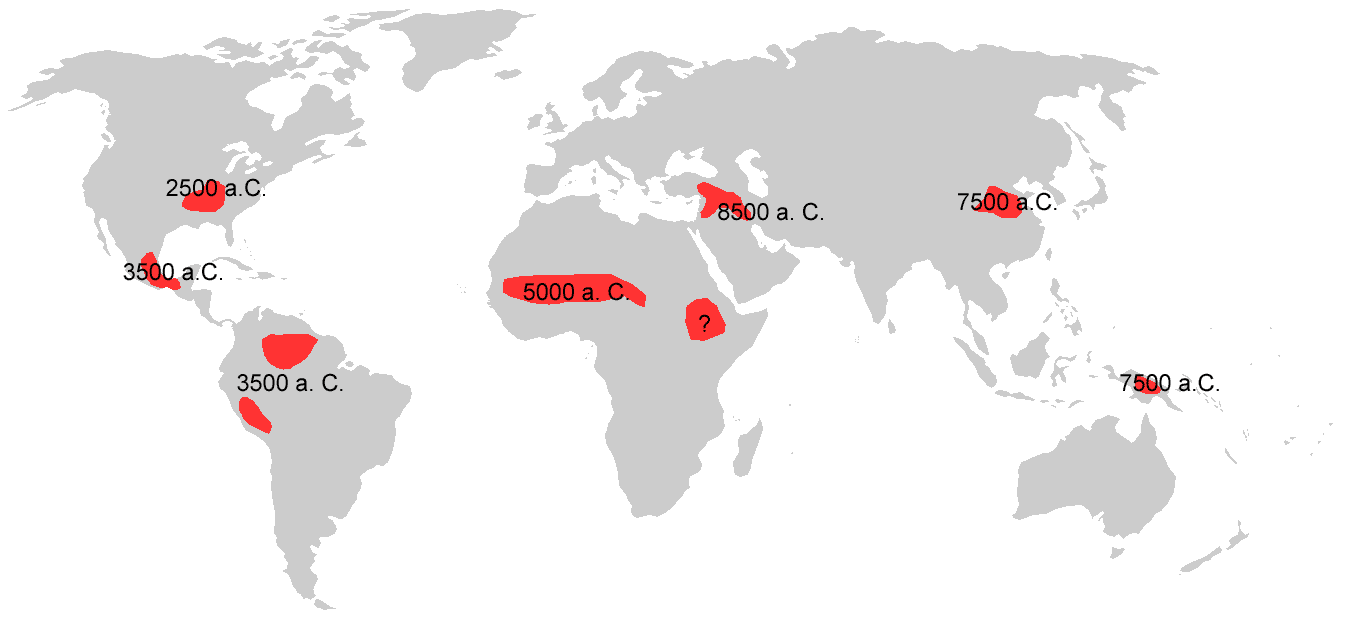
Inicios de la agricultura en diferentes regiones del planeta.

El inicio se encuentra en el Neolítico, cuando la economía de las sociedades humanas evolucionó desde la recolección, caza, pesca, agricultura y la ganadería. Las primeras plantas cultivadas fueron trigo y cebada. Sus orígenes se pierden en la Prehistoria, su desarrollo se gestó en varias culturas que la practicaron de forma independiente como las que surgieron en el denominado Creciente Fértil - Oriente Próximo -, desde Mesopotamia al Antiguo Egipto, las Culturas Precolombinas de América Central y la cultura desarrollada por los chinos al este de Asia, etc.
Se produce una transición, generalmente gradual, desde la economía de caza y recolección a la agrícola. Las razones del desarrollo agrícola pudieron ser debidas a temperaturas más templadas, climatología, también pudieron deberse a la escasez de caza o alimentos de recolección, o a la desertización de amplias regiones. A pesar de sus ventajas, según algunos antropólogos, la agricultura significó una reducción de la variedad en la dieta, creando un cambio en la evolución de la especie humana hacia individuos más vulnerables y dependientes.

### Orígenes académicos
La Universidad Autónoma Chapingo, en México, fue la primera universidad en América Latina en impulsar el desarrollo de la Ingeniería Agrícola; a partir del 22 de febrero de 1854 como la Escuela Nacional de Agricultura y Veterinaria ENA. En los años 30 se creó la especialidad en Irrigación en el plan de estudios de Agronomía, con unos sólidos fundamentos en Ciencias Agrícolas e Ingeniería. Actualmente la escuela forma Agrónomos en 23 especialidades entre ellos la de Irrigación, Mecánica Agrícola, Economía Agrícola, Horticultura Protegida, Suelos, Parasitología Agrícola, Sociología Rural, Forestal, Agroindustrias, etc; igualmente tiene programas de Postgrado en estas áreas; actualmente es la mejor casa de estudios de esta área de conocimiento en México; teniendo entre sus alumnos a gente de cada uno de los 31 estados y el Distrito Federal; es la madre de grandes instituciones como el CIMMYT, el Colegio de Posgraduados y el Inifap. 
El día del agrónomo en México se celebra el 22 de febrero en honor a la fecha de fundación de la Universidad Autónoma Chapingo
La Ingeniería Agrícola apareció, como programa académico, con la creación de los primeros Colegios de Agricultura y Artes Mecánicas, en Estados Unidos, institucionalizados en 1862 por medio de una Ley Gubernamental. En 1886 la Universidad de Nebraska, ofrecía en su Escuela de Agricultura los cursos de Ingeniería Agrícola, con estudios de suelos, drenajes, topografía, medición de caudales, obras para riego y aplicación de agua a los cultivos.  
En diciembre de 1907, con motivo del segundo encuentro de profesionales del Área de Ingeniería Agrícola, reunidos en la Universidad de Wisconsin, se creó formalmente la Sociedad Americana de Ingenieros Agrícolas, American Society of Agricultural Engineers -ASAE. 
La Universidad de Iowa en 1910, otorga el primer Grado de Ingeniería Agrícola. En 1917 la Universidad de Cornell, confiere el primer título de PhD en Ingeniería Agrícola. 
En 1925 existía, en Estados Unidos 10 instituciones que conferían el título en Ingeniería Agrícola. En 1950 tuvo el gran auge esta profesión gracias al esfuerzo y promoción que hizo la Sociedad de Ingenieros Agrícolas, con el fin de definir e identificar estos estudios como una rama de Ingeniería. En dicho año, 40 universidades otorgaban el título de Ingeniero Agrícola, muchas de ellas con estudios de postgrado a nivel de Magíster y Doctorado. 
Actualmente se cuentan con 50 Departamentos de Ingeniería Agrícola y más de 12.000 profesionales, en los Estados Unidos y el Canadá, y más de 600 programas de la carrera a nivel de pregrado y postgrado en todo el mundo.
En España le Escuela de Ingenieros Agrónomos de Madrid nació en 1855 como Escuela Central de Agricultura. Durante más de cien años fue el único centro de formación superior de ingeniería agronómica en España. Posteriormente se crearon Escuelas similares en España en Valencia, en Córdoba en 1968, y en Lérida en 1972. Posteriormente se crearon escuelas en Albacete, Navarra y La Laguna (Tenerife).
La Ingeniería Agrícola se estableció en América Latina paralelamente con la modernización de la Agricultura, en los años 50. La primera escuela de Ingeniería Agrícola la creó la Universidad Técnica de Manabí, con sede en la ciudad de Portoviejo, Ecuador, en el año de 1957; el programa estaba orientado a las áreas de riego y maquinaria. En 1958 se celebró en Chillán, Chile, el Congreso Internacional sobre mecanización, organizado por la FAO. Dentro de las conclusiones de este evento se destacan las contribuciones que venía haciendo la Ingeniería Agrícola al desarrollo de la Agricultura en América Latina. El Instituto de Ingeniería Agrícola en Lima  se creó en 1959 como entidad adscrita al Ministerio de Agricultura. El propósito del nuevo Instituto fue el de ofrecer a los alumnos de la Facultad de Agronomía de los últimos 2 años, cursos de Ingeniería Agrícola. El egresado recibía el título de Ingeniero Agrónomo con especialidad en; Fitotecnia, Economía agrícola, Zootecnia o Agrícola. En 1960 la Escuela Nacional de Agricultura del Perú se convirtió en lo que es hoy la Universidad Nacional Agraria La Molina y, el Instituto, en la Facultad de Ingeniería Agrícola. Con esa nueva estructura se abrió las puertas hacia la creación de un programa profesional de 5 años en Ingeniería Agrícola el cual se inició en 1962 con 73 estudiantes, gracias a la ayuda técnica y financiera por arte de las Naciones Unidas. 
Igualmente en 1941 en Honduras se crea la Escuela Agrícola Panamericana o como común mente se le conoce Zamorano. Desde entonces, la pequeña escuela ha crecido hasta convertirse en lo que es hoy un centro Universitario que actúa al servicio de las Américas.
En 1966 se graduaron los primeros 32 ingenieros agrícolas y en ese mismo año la Universidad Agraria La Molina contaba con 432 estudiantes matriculados en la Facultad de Ingeniería. 
En otros países de América Latina, como Brasil, la enseñanza de la Ingeniería Agrícola se inició con cursos de Postgrado en las áreas de comercialización de productos agropecuarios, tractores y máquinas agrícolas, en 1960, en la Universidad Rural del Estado de Minas Gerais, hoy Universidad Federal de Viçosa, programas que estaban dirigidos esencialmente a Ingenieros Agrónomos. 
Muy pronto las directivas educativas brasileñas encontraron las deficiencias en los campos de las ciencias básicas de Ingeniería en los graduados en Agronomía y, pocos conocimientos en ciencias Biológicas y Agrícolas en los egresados de las Facultades de Ingeniería. Como resultado de esa experiencia, decidieron crear en 1969 el programa de Ingeniería Agrícola a nivel de Pregrado, siendo las universidades de Campinas en Sao Paulo, de Pelotas en Rio Grande Do Sul y Viçosa, las pioneras en esta rama de la Ingeniería, en ese país.

## Líneas de profundización
Por todo ello, los objetivos respecto al perfil de egreso de este título sería formar profesionales capaces de:
- Actuar en el ámbito de la producción vegetal mediante el conocimiento, el análisis, aplicación de las bases y técnicas que intervienen en la planificación, asesoramiento, dirección técnica de explotaciones y viveros agrícolas. Todo ello con criterios económicos y de respeto al medio ambiente.
- Actuar en el ámbito de la producción animal a través del conocimiento, el análisis y la aplicación de las bases y las técnicas de la producción animal que intervienen en la planificación, asesoramiento y dirección técnica de explotaciones ganaderas. Todo ello con criterios económicos y de respeto al medio ambiente.
- Preparación previa, concepción, redacción y firma de proyectos que tengan por objeto la construcción, reforma, reparación, conservación, demolición, fabricación, instalación, montaje o explotación de bienes muebles o inmuebles que por su naturaleza y características queden comprendidos en la técnica propia de la producción agrícola y ganadera (instalaciones o edificaciones, explotaciones, infraestructuras y vías rurales), la jardinería y el paisajismo (espacios verdes urbanos y/o rurales parques, jardines, viveros, arbolado urbano, etc.), instalaciones deportivas públicas o privadas y entornos sometidos a recuperación paisajística.
- Conocimiento adecuado de los problemas físicos, las tecnologías, maquinaria y sistemas de suministro hídrico y energético. Los límites impuestos por factores presupuestarios y normativa constructiva, y las relaciones entre las instalaciones o edificaciones y explotaciones agrarias y los espacios relacionados con la jardinería y el paisajismo con su entorno social y ambiental, así como la necesidad de relacionar aquellos y ese entorno con las necesidades humanas y de preservación del medio ambiente.
- Dirigir la ejecución de las obras objeto de los proyectos relativos a explotaciones agrarias, espacios verdes y sus edificaciones, infraestructuras e instalaciones. Prevención de riesgos asociados a esa ejecución, dirección de equipos multidisciplinares y gestión de recursos humanos, de conformidad con criterios deontológicos.
- Redacción y firmar mediciones, segregaciones, parcelaciones, valoraciones y tasaciones dentro del medio rural y los espacios relacionados con la jardinería y el paisajismo, tengan o no carácter de informes periciales para Órganos judiciales o administrativos, y con independencia del uso al que este destinado el bien mueble o inmueble objeto de las mismas.
- Redactar y firmar estudios de desarrollo rural, de impacto ambiental, de gestión de residuos de las explotaciones agrícolas y ganaderas, y espacios relacionados con la jardinería y el paisajismo.
- Dirigir y gestionar de toda clase de explotaciones agrícolas y ganaderas, espacios verdes urbanos y/o rurales, y áreas deportivas públicas o privadas.
- Conocimiento de las nuevas tecnologías, los procesos de calidad, trazabilidad, certificación, las técnicas de marketing, comercialización de productos alimentarios y plantas cultivadas.
- Conocimiento en materias básicas, científicas y tecnológicas que permitan un aprendizaje continuo, así como capaces de adaptarse a nuevas situaciones o entornos cambiantes y de resolver problemas con creatividad, iniciativa, metodología y razonamiento crítico.
- Liderar, comunicar y transmitir conocimientos, habilidades y destrezas en los ámbitos sociales de actuación, así como con capacidad para el trabajo en equipos multidisciplinares y multiculturales.
- Buscar y utilizar la normativa y reglamentación relativa a su ámbito de actuación.
- Desarrollar sus actividades, asumiendo un compromiso social, ético y ambiental en sintonía con la realidad del entorno humano y natural.[5]

La Ingeniería de Postcosecha de productos agrícolas es la rama en la cual se estudian, diseñan, construyen y optimizan mecanismos y sistemas para el tratamiento posterior a la cosecha de frutas, hortalizas, granos, semillas y flores, etc. Como son conservación, lavado, tratamiento, secado en granos y cereales, empaquetamiento, transporte y comercialización, así como el diseño y la selección de la maquinaria y los métodos utilizados en dichos sistemas, basados en los principios de Termodinámica, transferencia de calor y Mecánica de fluidos.
La Ingeniería de Riegos y Drenajes de tierras y cultivos es la rama donde diseñan y construyen sistemas de riego, drenaje, acueducto y alcantarillado para cultivos y zonas rurales, así como también selección de materiales como tuberías, aditivos, bombas, mangueras y materiales de construcción. El diseño e implementación de modelos matemáticos para la evaluación de diversos casos que suelen presentarse en cuencas, ríos, canales, reservorios y demás fuentes hídricas, basados a los principios de Hidráulica, Hidrología, Meteorología, Estadística y demás ciencias básicas.

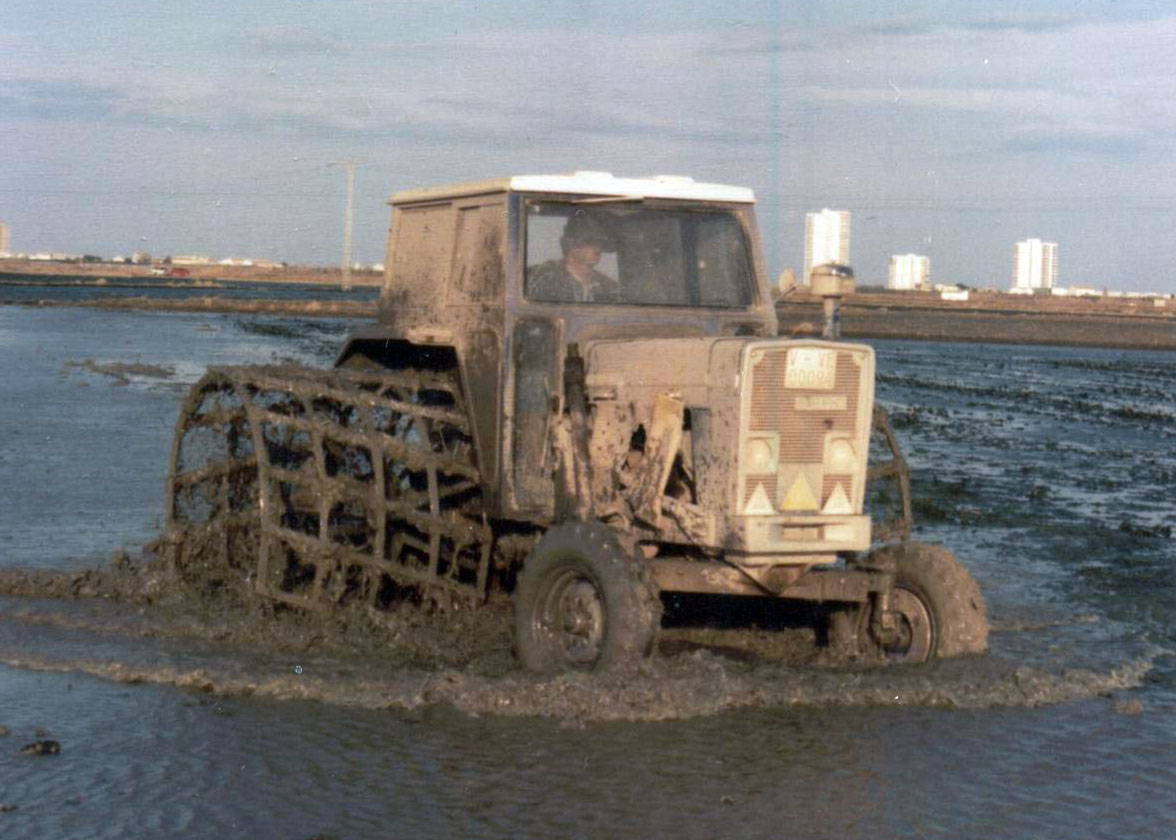
Un tractor trabaja en una explotación arrocera.

La hidrología es la ciencia que se dedica al estudio de la distribución, espacial y temporal, y las propiedades del agua presente en la atmósfera y en la corteza terrestre. Esto incluye las precipitaciones, la escorrentía, la humedad del suelo, la evapotranspiración y el equilibrio de las masas glaciares. Por otra parte, el estudio de las aguas subterráneas corresponde a la hidrogeología. La hidrología es una rama de las Ciencias de la Tierra.

## Mecanización agrícola
Pone énfasis  en el diseño y posterior construcción o selección de maquinaria y equipos para uso en el sector industrial y agropecuario como tractores, arados, cosechadoras, autocargadores, etc. Así como sus partes y elementos con el fin de optimizar los procesos productivos, comerciales del campo y guiados siempre de conceptos de estática, resistencia de materiales, electricidad, electrónica y neumática.